# 威廉·德·哈恩
威廉·德·哈恩（荷蘭語：Wilhem de Haan；1801年2月7日—1855年4月15日）是荷兰的动物学家。他的专长是昆虫和甲壳动物的研究。

## 生平
威廉·德·哈恩生于阿姆斯特丹，他是第一个在荷兰南荷兰省莱顿国家博物馆（今日的Naturalis荷兰国立自然史博物馆）保全无脊椎动物的人。他在1846年因为脊椎受伤引起部分瘫痪而被逼退休。